# Serenity-18
 (janvier 2023).
Serenity-18, de sa première désignation ALMA J231038.44+185521.9, est une galaxie très lointaine, pauvre en métaux lourds et assez lumineuse en ondes radio, située dans la constellation de Pégase. Découverte en juillet 2018 par une équipe d'astronomes chiliens à l'aide du radiotélescope ALMA, elle sera révélée dans un article publié le 3 août 2018 dans la revue scientifique The Astrophysical Journal. Basé sur son décalage vers le rouge (5.939 ± 0.001), tel que mesuré par l'ALMA, la galaxie se situe à ~8,17 milliards d'a.l. (~2,5 milliards de pc) de la Terre.

## Binaire optique
Serenity-18 est en binaire optique avec un quasar, SDSS J231038.88+185519.7, que l'on abrège SDSS J2310+1855. Le quasar a un décalage vers le rouge mesuré à z = 6.0025, soit une distance de ~8,31 milliards d'a.l. de la Terre et il se situe à 0.55 mas de Serenity-18, ce qui, corrélé avec la distance, fait que les deux objets sont espacés de plus de ~400 millions d'a.l..

## Composition
Les observations radio de l'ALMA montrent que Serenity-18 est une galaxie très pauvre en métaux lourds, et elle est principalement composée d'hydrogène 2. Sa métallicité est mesurée à [Fe/H] = -3.08 ± 0.12 et [Si/H] = -2.86 ± 0.14, la galaxie a une masse de 5 milliards de M☉, qui est quasi-entièrement composée d'hydrogène moléculaire ainsi que d'une petite partie de monoxyde de carbone (détecté par l'émission CO(6-5)). La galaxie est en proie à une grande formation d'étoiles, dont plus de 100 M☉ de matière est transformée en étoiles en moins d'un an, ce qui en fait une galaxie classique de la séquence principale dans l'ère de réionisation. La galaxie est ainsi peuplée d'étoiles de population II et de jeunes objets stellaires qui créent de forts sursauts de formation.